# Lingua kirundi
Il kirundi, chiamata anche rundi o urundi (in kirundi ikirundi) è una lingua rwanda-rundi parlata in Burundi.

## Distribuzione geografica
Secondo l'edizione 2009 di Ethnologue, il kirundi è parlato complessivamente da 4.851.000 persone. La maggior parte dei locutori, circa 4,6 milioni, è concentrata in Burundi. La lingua è inoltre parlata in Uganda da 101.000 persone, stanziate nel Buganda, ed è attestata anche in Ruanda e Tanzania.

### Lingua ufficiale
Il kirundi è lingua ufficiale del Burundi.

## Classificazione
Secondo l'edizione 2009 di Ethnologue, la classificazione della lingua kirundi (o rundi) è la seguente:
- Lingue niger-kordofaniane
  - Lingue congo-atlantiche
    - Lingue volta-congo
      - Lingue benue-congo
        - Lingue bantoidi
          - Lingue bantoidi meridionali
            - Lingue bantu
              - Lingue bantu centrali
                - Lingue bantu J
                  - Lingue rwanda-rundi
                    - Lingua kirundi

## Fonologia
Il kirundi presenta poche differenze tra "lo scritto" e "il parlato", e la pronuncia segue quasi sempre delle regole fisse.
Le principali differenze con l'italiano sono le seguenti:
- bw: si pronuncia bg. Es. Uburundi bwacu (pr: uburùndi bgàciu): "Il nostro Burundi".
- c: si pronuncia sempre come la nostra ci. Es: Urakoze cane. Ntaco (pr: uracòze ciàne. Ntàcio): "Grazie tante. Prego".
- k: si pronuncia come la nostra c dura. Es: Umukobwa yakize (pr: umucòbga iachìze): "La ragazza è guarita".
- j: si pronuncia come la nostra gi. Es: Uja hehe? (pr: ùgia hèhe?): "Dove vai?"
- g: si pronuncia come la nostra g dura. Es: Nzogaruka ejo (pr: nzōgarùca ègio): "Ritornerò domani."
- ny: si pronuncia come la nostra gn. Es: Amenyo wiwe umengo n'inyenyeri (pr: amègno uìue umèngo n'ignegneri): "i tuoi denti splendono come le stelle".
- ry: si pronuncia rghi. Es. Barya bana bararya? (Pr: bàrghia bàna baràrghia?): "Questi bambini mangiano?"
- sh: come la nostra sc. Es: Abashitsi benshi barashitse (Pr: abascìtzi bènsci barascìtze): "Sono arrivati molti ospiti".
- y e w sono semivocali, si pronunciano i ed u.
- q e x non esistono.

Un fenomeno particolarmente importante, sconosciuto nella lingua italiana, è la tonalità. In kirundi ogni vocale tonica può essere pronunciata con diverse tonalità musicali a seconda dei casi. Questo fenomeno non è rappresentabile graficamente, ma lo si impara con l'uso. La funzione della tonalità e quella di distinguere due termini omofoni (per es. inkoko può significare gallina o cesto) oppure distinguere i modi e i tempi di un verbo (per es. baragiye può significare sono appena partiti oppure erano partiti).

## Grammatica

### L'articolo
In kirundi l'articolo non esiste.

### Il sostantivo
In kirundi (come in italiano) il sostantivo riveste una particolare importanza.

È composto da due parti: il prefisso ed il tema. Il tema è proprio di ciascun nome, il prefisso varia a seconda della classe nominale di appartenenza.
Esempio:
- Umugabo ("uomo"): umu- prefisso nominale, -gabo tema
- Amazi ("acqua"): ama- prefisso nominale, -zi tema

Il kirundi non conosce il genere (maschile o femminile), ma ogni nome appartiene a una classe nominale.
Le classi sono dieci.
Di conseguenza anche l'aggettivo, il pronome e il verbo devono concordare con il nome a cui si riferiscono, come mostra la tabella sottostante.
| classe nominale           | prefisso sostantivo | prefisso aggettivo | prefisso pronome | prefisso verbale | infisso verbale |
| ------------------------- | ------------------- | ------------------ | ---------------- | ---------------- | --------------- |
| 1º singolare 1º plurale   | umu- aba-           | mu- ba-            | u- ba-           | a- ba-           | -mu- -ba-       |
| 2º singolare 2º plurale   | umu- imi-           | mu- mi-            | u- i-            | u- i-            | -wu- -yi-       |
| 3º singolare 3º plurale   | i(n)-               | ni- zi-            | i- zi-           | i- zi-           | -yi- -zi-       |
| 4º singolare 4º plurale   | iki- ibi-           | ki- bi-            | ki- bi-          | ki- bi-          | -ki- -bi-       |
| 5º singolare 5º plurale   | i(ri)- ama-         | ri- ma-            | ri- a-           | ri- a-           | -ri- -ya-       |
| 6º singolare 6º plurale   | uru- in-            | ru- ni-            | ru- zi-          | ru- zi-          | -ru- -zi-       |
| 7º singolare 7º plurale   | aka- utu-           | ka- tu-            | ka- tu-          | ka- tu-          | -ka- -tu-       |
| 8º singolare 8º plurale   | ubu- ama-           | bu- ma-            | bu- a-           | bu- a-           | -bu- -ya-       |
| 9º singolare 9º plurale   | uku- ama-           | ku- ma-            | ku- a-           | ku- a-           | -ku- -ya-       |
| 10º singolare 10º plurale | aha-                | ha-                | ha-              | ha-              | -ha-            |

- 1º esempio: Umukobwa ari mubi, ndamubona ("la ragazza è brutta, io la vedo"). Abakobwa bari babi, ndababona ("le ragazze sono brutte, io le vedo").
- 2º esempio: Umusozi uri mubi, ndawubona ("la collina è brutta, io lo vedo"). Imisozi iri mibi, ndayibona ("le colline sono brutte, io le vedo").
- 3º esempio: Inka iri nibi, ndayibona ("la mucca è brutta, io la vedo"). Inka ziri zibi, ndazibona ("le mucche sono brutte, io le vedo").
- 4º esempio: Ikibira kiri kibi, ndakibona ("la foresta è brutta, io la vedo"). Ibibira biri bibi, ndabibona ("le foreste sono brutte, io le vedo").
- 5º esempio: Irigi riri ribi, ndaribona ("l'uovo è brutto, io lo vedo"). Amagi ari mabi, ndayabona ("le uova sono brutte, io le vedo").
- 6º esempio: Urugo ruri rubi, ndarubona ("il cortile è brutto, io lo vedo"). Ingo ziri nibi, ndazibona ("i cortili sono brutti, io li vedo").
- 7º esempio: Akayabu kari kabi, ndakabona ("il gatto è cattivo, io lo vedo"). Utuyabu turi  bubi, ndatubona ("i gatti sono cattivi, io li vedo").
- 8º esempio: Ubwato buri bubi, ndabubona ("la barca è brutta, io la vedo"). Amato ari mato, ndayabona ("le barche sono brutte, io le vedo").
- 9º esempio: Ukuguru kuri kubi, ndakubona ("la gamba è brutta, io la vedo"). Amaguru ari mabi, ndayabona ("le gambe sono brutte, io le vedo").
- 10º esempio: Ahantu hari habi, ndahabona ("il luogo è brutto, io lo vedo").

### L'aggettivo
Anche l'aggettivo, come il sostantivo, è composto da prefisso e tema: il tema è proprio, il prefisso si riferisce alla classe di appartenenza (vedi tabella sopra).
Gli aggettivi sono molto pochi, eccoli:
- -iza bello, buono. umwana mwiza - un bel bambino.
- -bi brutto, cattivo. imbwa zibi - i cani brutti, o mordaci, cattivi.
- -sa solo.
- -zima vivente.
- -kuru importante, superiore, anziano. umuganga mukuru. - il medico importante, il primario.
- -nini grosso.
- -bisi verde, crudo, acerbo. ibitoke bibisi - le banane acerbe.
- -gufi corto.
- -to (-tonya -toya) piccolo, giovane.
- -to-to minuto. utuyoya dutoduto - i neonati piccolini.
- -ke (-kenya -keya) poco. amata make - poco latte.
- -shasha nuovo. Isaha nshsha - un orologio nuovo.
- -inshi tanti, numerosi. impene zinshi - tante capre.
- -re-re grande. uruzi rurerure. - un fiume grande.

Ma per qualificare si possono usare altre forme:
- con un verbo: amakaramu atukura - dei pastelli rossi (dal verbo gutukura - essere rosso)
- con un nome preceduto dal semiverbo ni: Pieri ni amabuye - Pietro è saldo (lett. pietro è sassi)
- con un nome preceduto dal connettivo: imbwa y'ingwe - un cane feroce (lett. un cane di leopardo)
- cambiando la classe nominale:
  - la 4ª classe dà l'idea di grandezza: umuhungu > ikihungu - ragazzo > ragazzone
  - la 7ª classe dà l'idea di piccolezza: umukobwa > agakobwa - ragazza > ragazzina
  - la 7ª classe dà anche l'idea di scarsa quantità: impa agatabi: dammi un po' di tabacco (itabi - tabacco)
  - la 6ª classe dà l'idea di potenza: umugabo > urugabo - uomo > omaccione

Gli aggettivi possessivi, dimostrativi, presentativi, precessivi, determinativi e numerali vengono mostrati nel capitolo pronomi.
L'aggettivo va posto sempre dopo il sostantivo, con eccezione dei dimostrativi.

### Il pronome

#### Il pronome personale e possessivo
umwana w'ingwe ni yo ngwe (prov): il figlio del leopardo è esso stesso leopardo.
| classe nominale           | breve  | lungo       | possessivo | "solo"           | "tutto"    | "entrambi" |
| ------------------------- | ------ | ----------- | ---------- | ---------------- | ---------- | ---------- |
| io noi                    | je twe | jewe twebwe | -nje -cu   | jenyene twenyene | twese      | twompi     |
| tu voi                    | we mwe | wewe mwebwe | -we nyu    | wenyene mwenyene | mwese      | mwompi     |
| 1° singolare 1° plurale   | we be  | wewe bobo   | -iwe -bo   | wenyene bonyene  | wese bose  | bompi      |
| 2° singolare 2° plurale   | wo yo  | wowo yoyo   | -wo -yo    | wonyene yonyene  | wose yose  | yompi      |
| 3° singolare 3° plurale   | yo zo  | yoyo zozo   | -yo -zo    | yonyene zonyene  | yose zose  | zompi      |
| 4° singolare 4° plurale   | co vyo | coco vyovyo | -co -vyo   | conyene vyonyene | cose vyose | vyompi     |
| 5° singolare 5° plurale   | ryo yo | ryoryo yoyo | -ryo -yo   | ryonyene yonyene | ryose yose | yompi      |
| 6° singolare 6° plurale   | rwo zo | rworwo zozo | -rwo -zo   | rwonyene zonyene | rwose zose | zompi      |
| 7° singolare 7° plurale   | ko two | koko twotwo | -ko -two   | konyene twonyene | kose twose | twompi     |
| 8° singolare 8° plurale   | bwo yo | bwobwo yoyo | -bwo -yo   | bwonyene yonyene | bwose yose | yompi      |
| 9° singolare 9° plurale   | ko yo  | koko yoyo   | -ko -yo    | konyene yonyene  | kose yose  | yompi      |
| 10° singolare 10° plurale | ho     | hoho ha-    | -ho        | honyene          | hose       | hompi      |

### Il pronome dimostrativo
| classe nominale           | 1º tipo | 2º tipo  | 3º tipo   | 4º tipo     | 5º tipo       | 6º tipo |
| ------------------------- | ------- | -------- | --------- | ----------- | ------------- | ------- |
| 1° singolare 1° plurale   | uyu aba | uwo abo  | uno bano  | urya barya  | uriya bariya  | wa ba   |
| 2° singolare 2° plurale   | uyu iyi | uwo iyo  | uno ino   | urya irya   | uriya iriya   | wa ya   |
| 3° singolare 3° plurale   | iyi izi | iyo izo  | ino zino  | irya zirya  | iriya ziriya  | ya za   |
| 4° singolare 4° plurale   | iki ibi | ico ivyo | kino bino | kirya birya | kiriya biriya | ca vya  |
| 5° singolare 5° plurale   | iri iya | iryo ayo | rino ano  | rirya arya  | ririya ariya  | rya ya  |
| 6° singolare 6° plurale   | uru izi | urwo izo | runo zino | rurya zirya | ruriya ziriya | rwa za  |
| 7° singolare 7° plurale   | aka utu | ako utwo | kano tuno | karya turya | kariya turiya | ka twa  |
| 8° singolare 8° plurale   | ubu aya | ubwo ayo | buno ano  | buryo aryo  | buriya ariya  | bwa ya  |
| 9° singolare 9° plurale   | uku aya | uko ayo  | kuno ano  | kuryo aryo  | kuriya ariya  | kwa ya  |
| 10° singolare 10° plurale | aha     | haho     | hano      | haryo       | hariya        | ha      |

Esiste un 7º tipo: l'invariato nya che indica ciò di cui si ha parlato in precedenza.

nya muntu: quell'uomo (di cui si è parlato). nya bitabu: quei libri.

## Sistema di scrittura
Il kirundi usa un alfabeto composto dalle 26 lettere classiche dell'alfabeto latino. Non ha una tradizione scritta. Sono stati i primi missionari europei che, a partire dalla fine del XIX secolo, hanno iniziato uno studio sistematico della lingua introducendo l'alfabeto latino.

## Esempi
Estratto: il Padre Nostro:

Dawe wa twese uri mw'ijuru.
Izina ryawe ni rininahazwe.
Ubwami bwawe nibukwire hose.
Ivy'ushaka ni bigirwe
kw'isi nko mw'Ijuru.
Uduhe ivyukurya bidukwiye uyu musi.
Uturekurire ibicumuro vyacu,
nkuko natwe turekurira abatugiriye nabi.
Ntudutererane ibitwosha nabi.
Yamara dukize akabi.
Amina!